# 中星6C
中星6C通信卫星（英語：Chinasat 6C）是由中国空间技术研究院（中国航天科技集团公司五院）制造的一颗通讯卫星。

## 简介
中星6C卫星于2019年3月10日0时28分由长征三号乙运载火箭在西昌卫星发射中心发射成功，这也是长征系列运载火箭的第300次飞行任务。卫星最初定位于东经130°赤道上空，2021年12月接替因故障报废的中星6A并定位于东经125°赤道上空，并于次年6月1日被中星6D接替，中星6C再次回到东经130°。
中星6C采用东方红四号卫星平台，设计寿命15年，为广播电视传输专用卫星。卫星搭载25个C频段转发器，可覆盖中国全境及周边的亚太部分地区。

## 故障传言
2023年5月4日，中星6C卫星开始向东漂移，3B转发器紧急终止信号，此次漂移最远到达东经133.16°，之后又向西漂移至东经129°并再次向东漂移至东经130.4°附近徘徊。有传言称中星6C此次故障主要有两方面问题：一是卫星所使用的国产陀螺仪精度不够，卫星在最初定点时测控人员直到第五次操作才准确捕获，此次出现漂移应为陀螺仪失灵所致；二是推进器燃料不足，由于该卫星在接替中星6A期间反复漂移消耗了姿态稳定推进器一多半燃料，剩余燃料难以继续维持卫星的姿态稳定，其在轨寿命根据测算最多仅剩5年。